# Carlia aramia
Carlia aramia là một loài thằn lằn trong họ Scincidae. Loài này được Zug mô tả khoa học đầu tiên năm 2004.